# 四巫日
四巫日（英語：Quadruple witching day）是指美國股市於每年三月、六月、九月和十二月的第三个星期五，是衍生性金融商品到期結算日。當日最後交易小時稱為四巫小時（英語：Quadruple witching hour），為紐約時間下午三時至四時。四巫日的主要影響是造成交易量大幅增加。由於價內期權合約自動到期，促使整體市場的交易量增加。SP500指數在2022年的四巫日交易量明顯增加。然而，交易量的增加不一定會對市場產生影響。根據Stock Trader's Almanac的數據，歴年一季度四巫日當週美股更大機率看漲。在過去41年裏，標普500指數上漲了27次，而納斯達克指數上漲了25次。但四巫週之後的一週卻恰恰相反，標普在過去41年中有27年下跌——而且經常是大幅下跌。
到期結算的衍生產品共有四類：
- 指數期貨
- 指數期權
- 股票期權
- 股票期貨

因2002年11月8日起，美國市場才開始交易個股期貨，故在此之前稱為三巫日（英語：Triple witching day）或三巫小時（英語：Triple witching hour）。

## 股票期貨
由於成交量過少，美國最後一間股票期貨交易所OneChicago於2020年結業。雖然股票期貨依然符合美國法例，但投資者無法再買賣股票期貨。四巫日也變回了三巫日。